# Alpina B3
Alpina B3 — мелкосерийная модель среднего класса, выпускающаяся с 1987 года компанией Alpina Burkard Bovensiepen на базе 3-й серии BMW. В настоящее время выпускается с кузовами седан и универсал. До кузова E90/91/92 включительно, предлагались купе и кабриолеты. За исключением кабриолета, каждая модель была опционально доступна с полным приводом.

## Alpina B3 2.7 Series E30

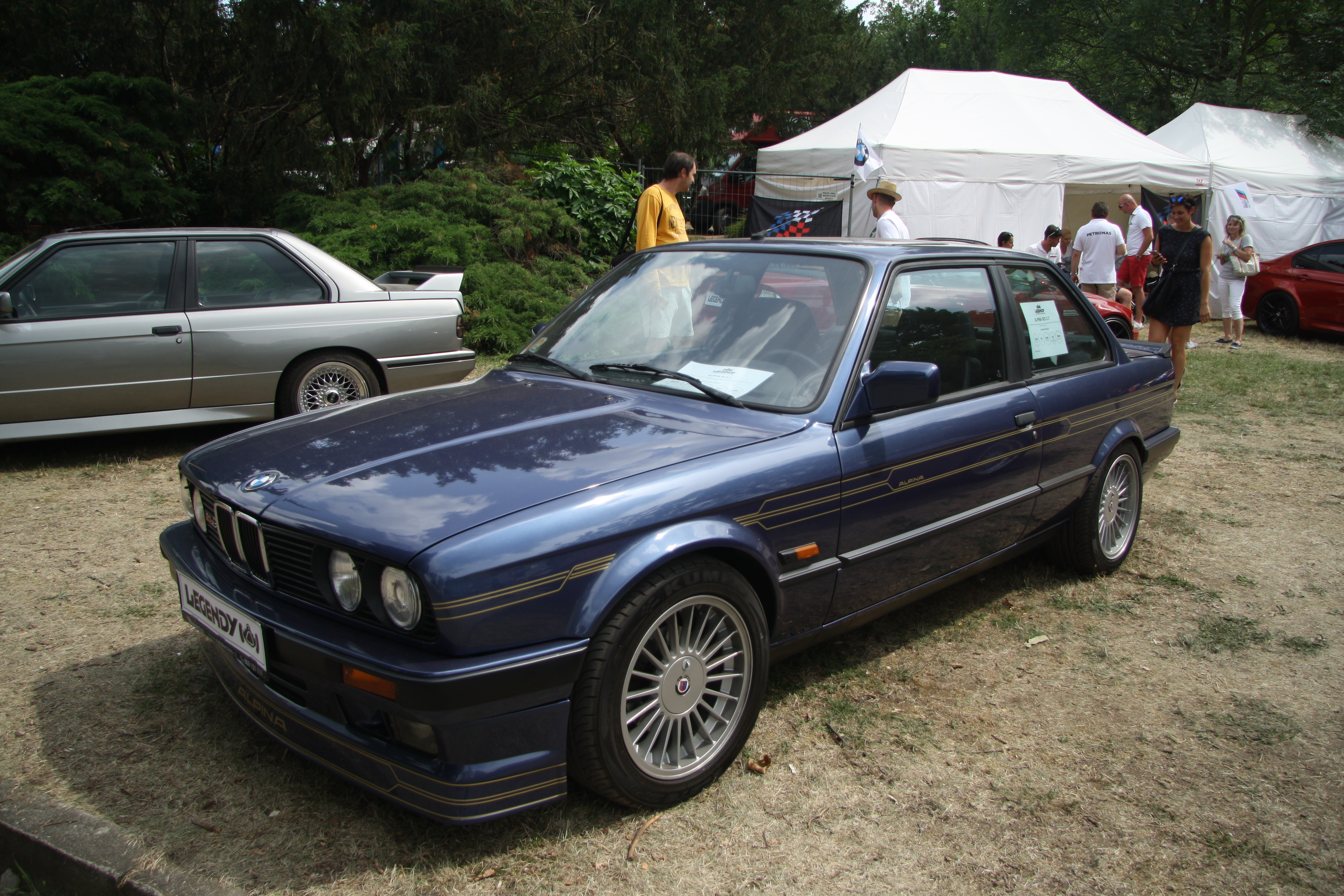
Alpina B3 E30 купе

Alpina B3 2.7 производилась с августа 1987 года по май 1992 года. Всего на заводе Buchloe было изготовлено 257 единиц. Основой для неё послужил BMW E30 325i с двигателем M20. Она имела рядный шестицилиндровый двигатель с рабочим объёмом 2693 см³, мощностью 150 кВт (204 л. с.) и крутящим моментом 265 Нм. У машины был больший рабочий объём, чем у базовой модели, обработанные камеры сгорания, распредвал 268° (позже 272°) и специальные литые поршни. Кроме того, были прикреплен коллектор из стали VA и два металлических каталитических нейтрализатора. Заявленные показатели были достигнуты благодаря этим улучшениям. B3 разгонялся от 0 до 100 км/ч за 7,1 секунды и достигал максимальной скорости в 227 км/ч. Двигатель M20-C2/2 — самым маленьким двигателем, который Alpina производила в эпоху Ноэля. Карл-Отто Ноэль был разработчиком двигателей в Alpina с 1984 по 1993 годы.
Кроме того, с ноября 1987 года по декабрь 1990 года было выпущено всего 62 экземпляра версии BMW E30 M3 с маркировкой B6 3.5 S с 3,43-литровым шестицилиндровым двигателем, который был значительно переработан (двигатель Alpina тип B10/5, 3430 см³, 187 кВт / 254 л. с., 320 Нм).
| Модель | Платформа | Объем в см³ | Тип двигателя | Количество клапанов | макс. мощность в кВт при об.мин | макс. крутящий момент в Нм при об.мин | Произведено штук | Период производства |
| ------ | --------- | ----------- | ------------- | ------------------- | ------------------------------- | ------------------------------------- | ---------------- | ------------------- |
| B3 2.7 | E30       | 2693        | R6            | 12                  | 150/6000                        | 265/4800                              | 257              | 08/1987 — 06/1992   |

## Alpina B3 Series E36

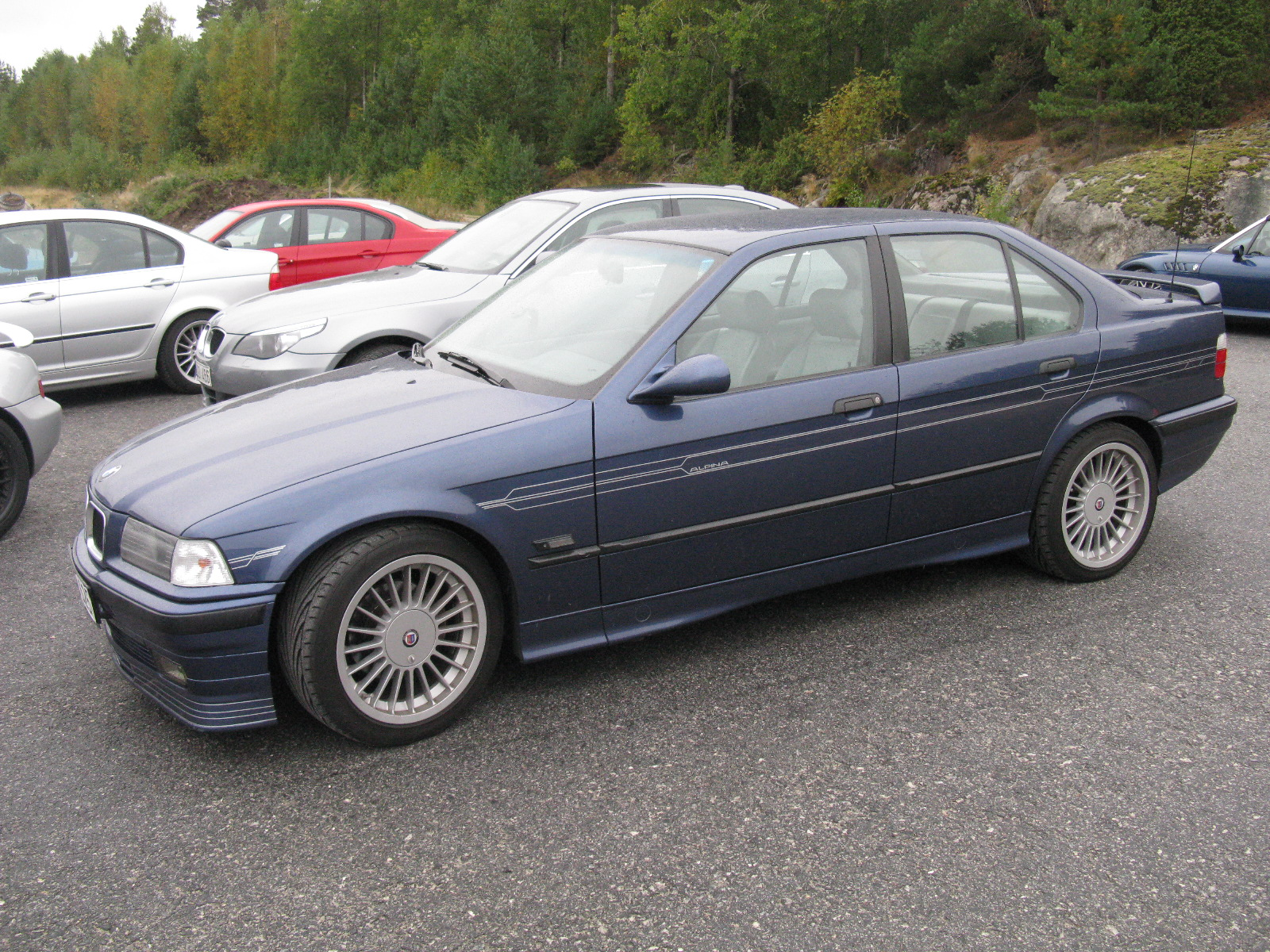
Alpina B3 3.0 E36

Alpina B3 3.0 в кузове E36 производилась в период с 1993 по 1996 год . Она была прямой преемницей модели Alpina B6 в кузове E36, которая также была построена на базе BMW 325i. Весной 1996 года в качестве обновления последовала модель B3 3.2. В качестве базы для B3 3.2 была взята модель 328i (BMW E36). В обеих моделях Alpina использовался более прочный чугунный двигатель M50 (B25TÜ), поскольку стандартный двигатель M52 модели 328i не подходил для увеличения рабочего объёма. Оба варианта автомобиля были доступны в кузовах купе и седан, кабриолет и универсал.

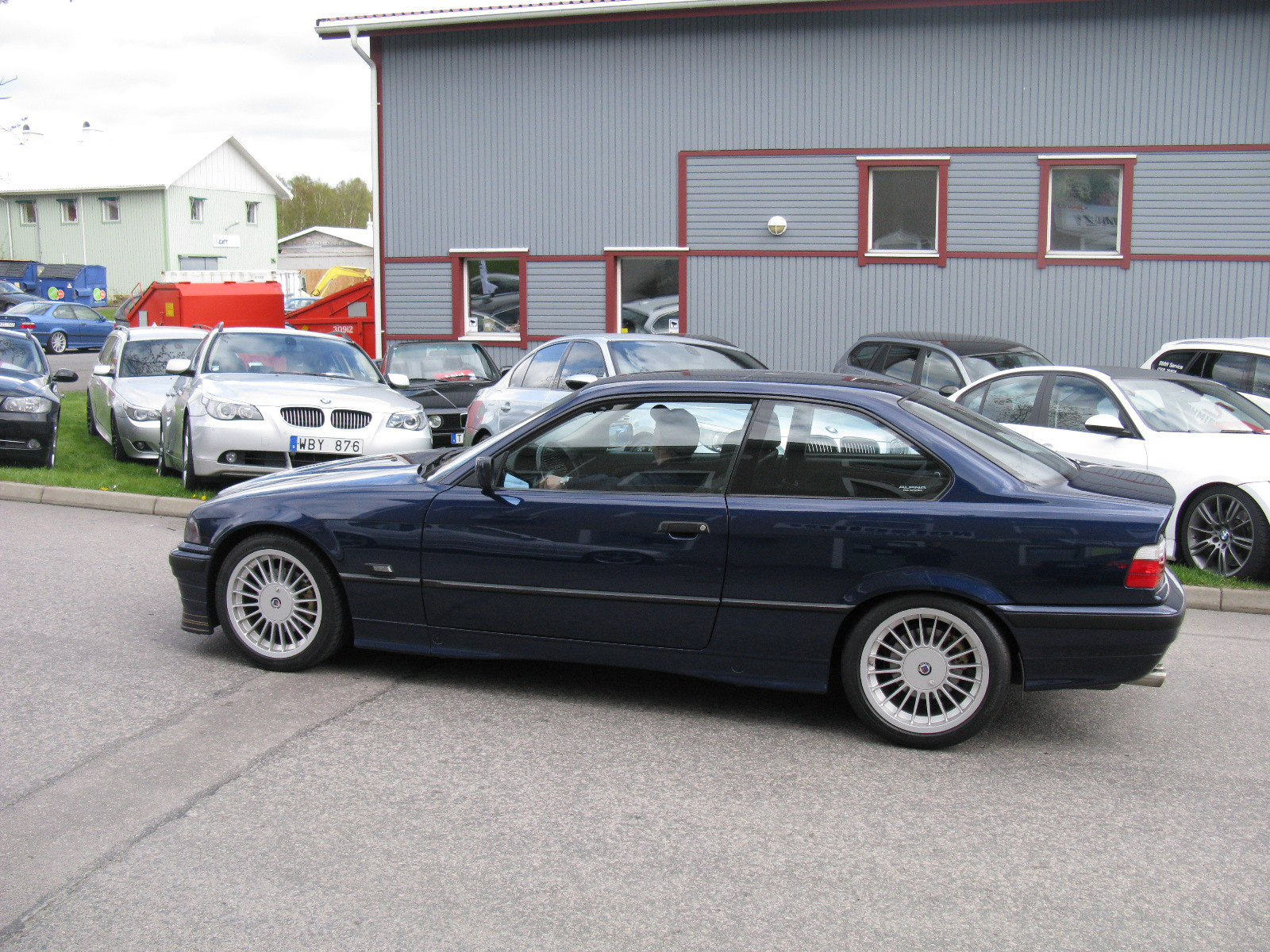
Вид сбоку на Alpina B3 3.0 Coupé (1993—1996)
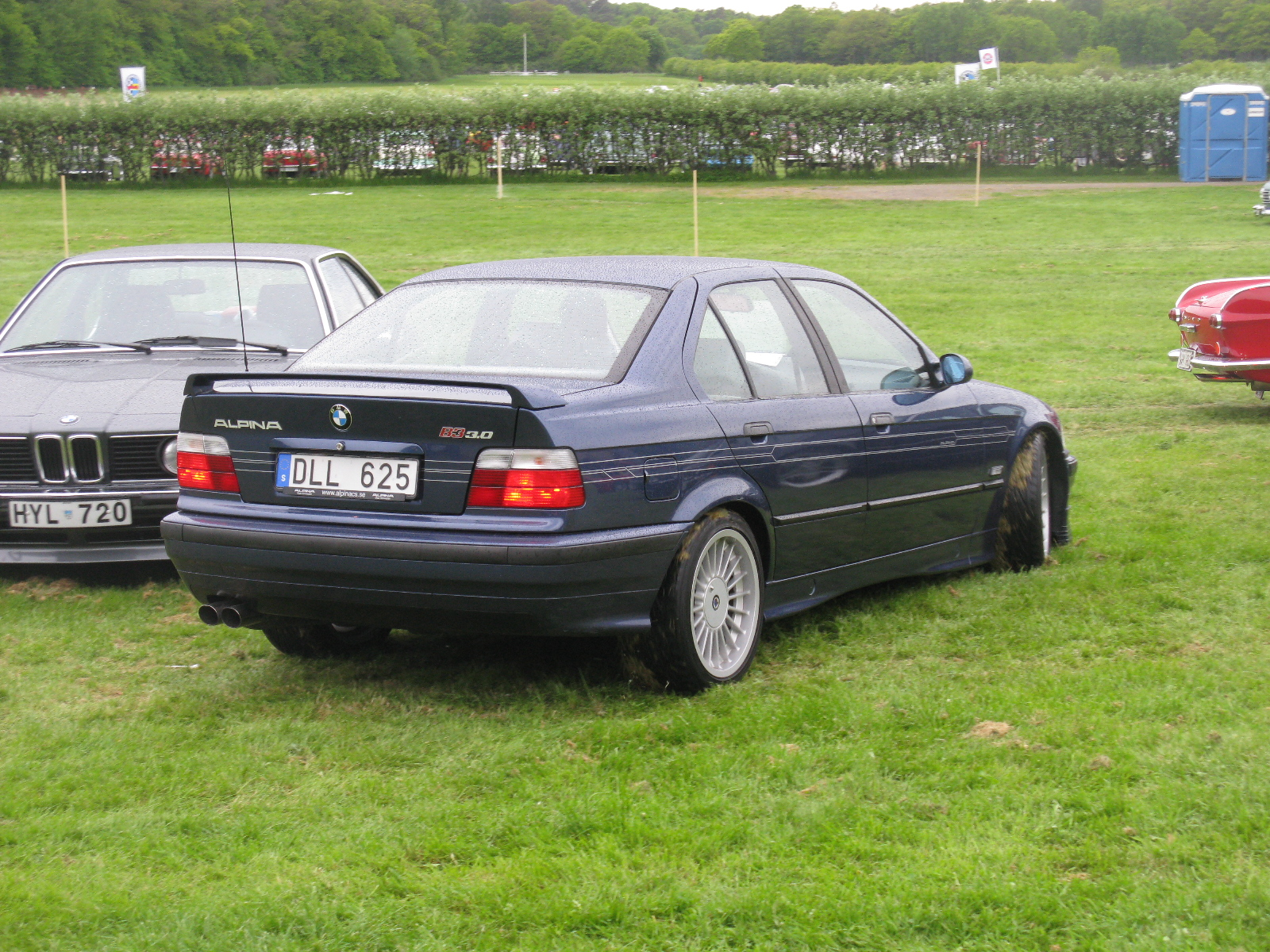
Вид сзади седана Alpina B3 3.0 (1993—1996)
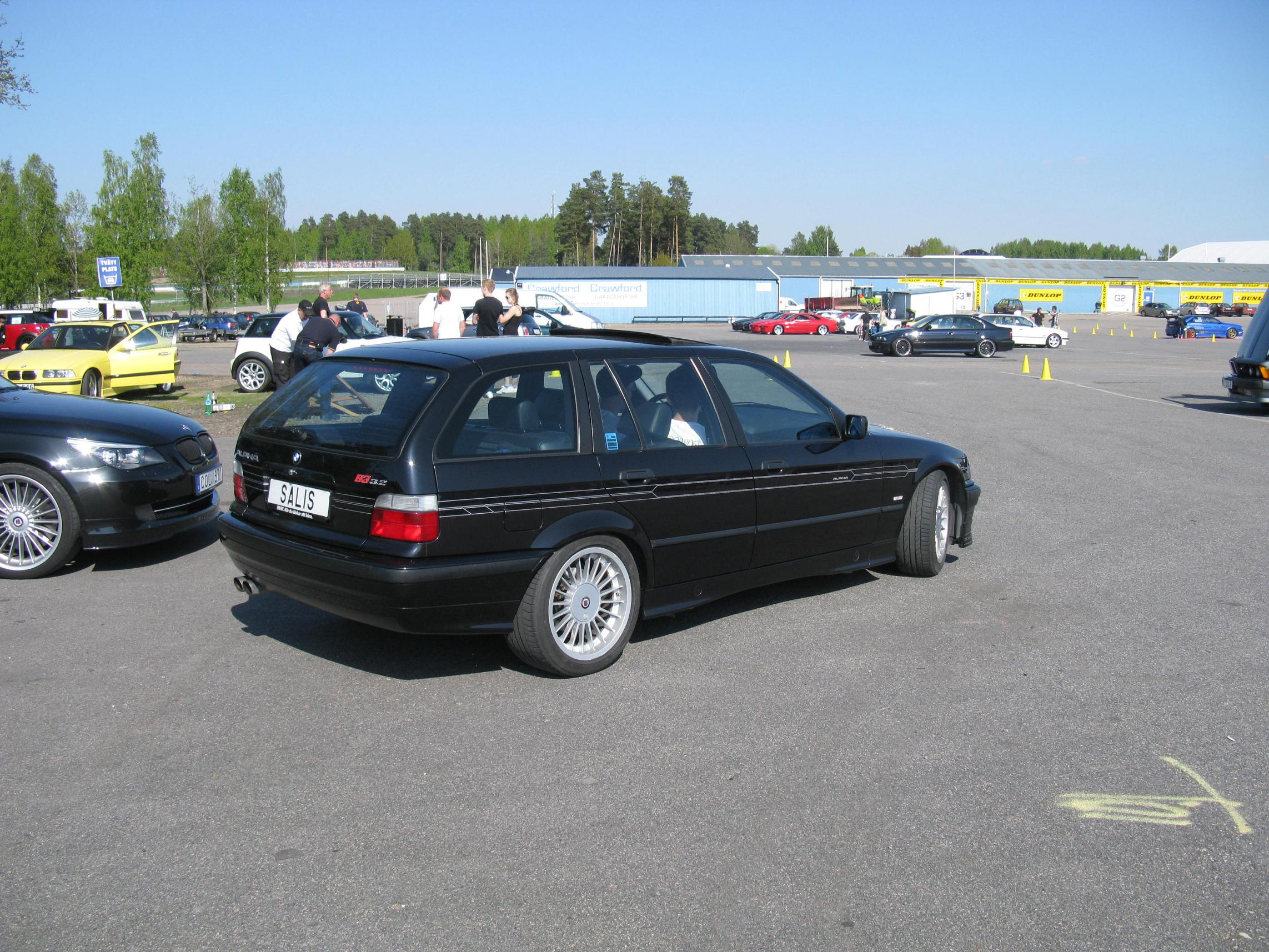
Вид сзади на Alpina B3 3.2 Touring (1996—1999)

| модель | база | Объем в см³ | Тип двигателя | Количество клапанов | макс. мощность в кВт при об. мин. | макс. крутящий момент в Нм при об. мин. | количество | Период строительства |
| ------ | ---- | ----------- | ------------- | ------------------- | --------------------------------- | --------------------------------------- | ---------- | -------------------- |
| B3 3.0 | E36  | 2997        | R6            | 24                  | 184/5700                          | 320/4400                                | 749        | 04/1993 — 02/1996    |
| B3 3,2 | E36  | 3152        | R6            | 24                  | 195/5800                          | 330/4400                                | 342        | 04/1996 — 03/1999    |

## Alpina B3 Series E46

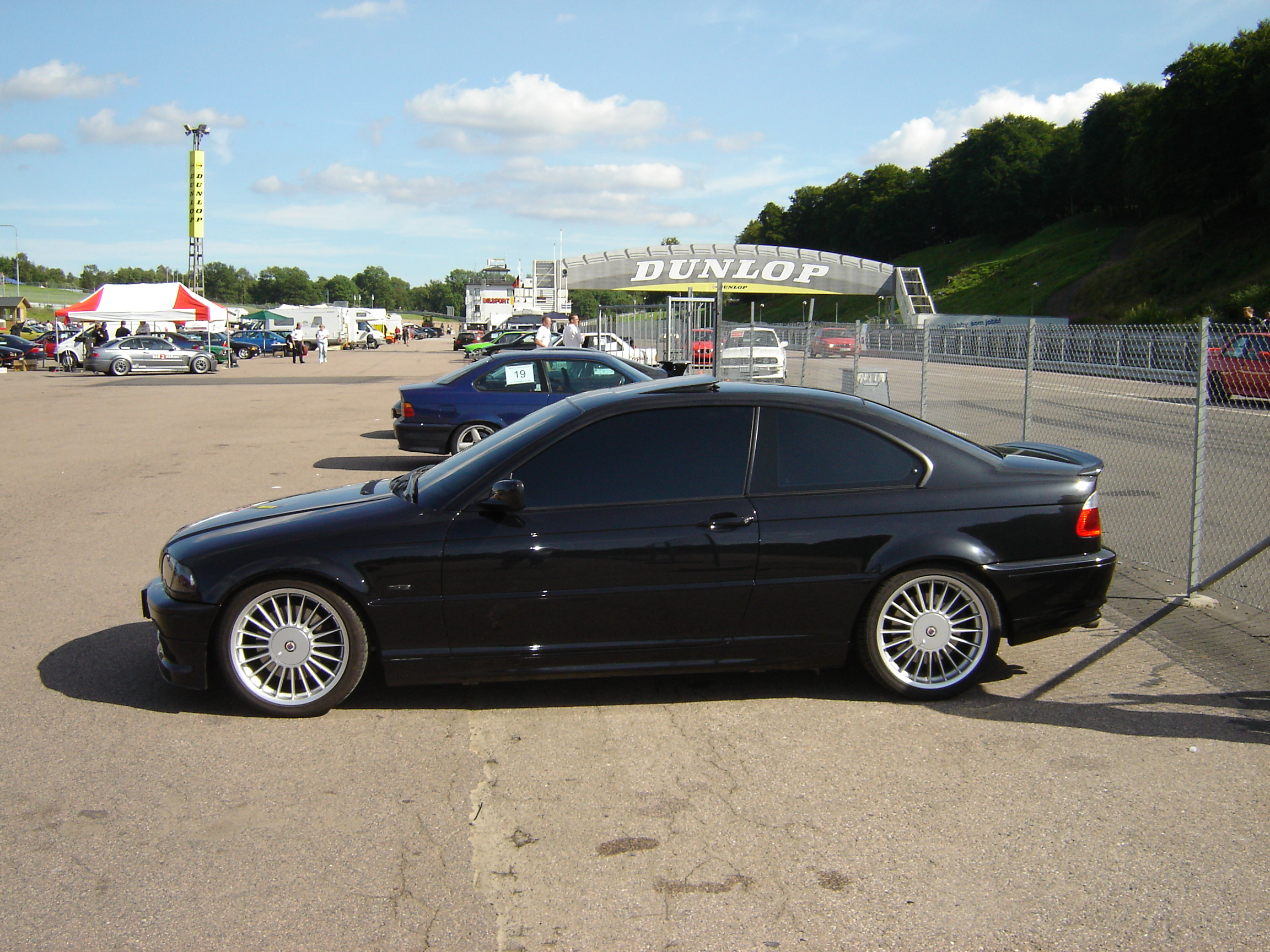
Alpina B3 Купе

С 1999 года начала выпускаться новая Alpina B3 3.3 в кузове E46. В 1998 году на Бирмингемском автосалоне был представлен прототип с 3,2-литровым двигателем от B3 3.2. Серийная модель была официально представлена на Женевском автосалоне 1999 года, а модель с кузовом универсал — на Бирмингемском автосалоне 2000 года. Базой для модели изначально послужила BMW 328i, а затем 330i. Доступны были следующие варианты кузовов: седан, купе, кабриолет и универсал. С 2001 года B3 также предлагалась в полноприводном варианте, премьера которого состоялась на Женевском автосалоне того же года. С 2002 года стали выпускать BMW Alpina B3 S с максимальной мощностью в 224 кВт и максимальным крутящим моментом 362 Нм. Её премьера состоялась на выставке Mondial de l’Automobile 2002 года. Для обеих моделей B3 компания Alpina использовала блок цилиндров из серого чугуна E36-US-M3 (S52B32/US) в качестве основы и модифицировала его, поскольку ни M52TÜ, ни блок цилиндров M54 для него не подходили.
| модель               | база | Объем в см³ | Тип двигателя | Количество клапанов | макс. мощность в кВт при об.мин. | макс. крутящий момент в Нм при об.мин. | Период производства |
| -------------------- | ---- | ----------- | ------------- | ------------------- | -------------------------------- | -------------------------------------- | ------------------- |
| B3 3.3               | E46  | 3300        | R6            | 24                  | 206/6200                         | 335/4500                               | 03/1999 — 07/2002   |
| B3 3.3 полный привод | E46  | 3300        | R6            | 24                  | 206/6200                         | 335/4500                               | 11/2001 — 01/2005   |
| B3 S                 | E46  | 3346        | R6            | 24                  | 224/6300                         | 362/4800                               | 08/2002 — 01/2006   |

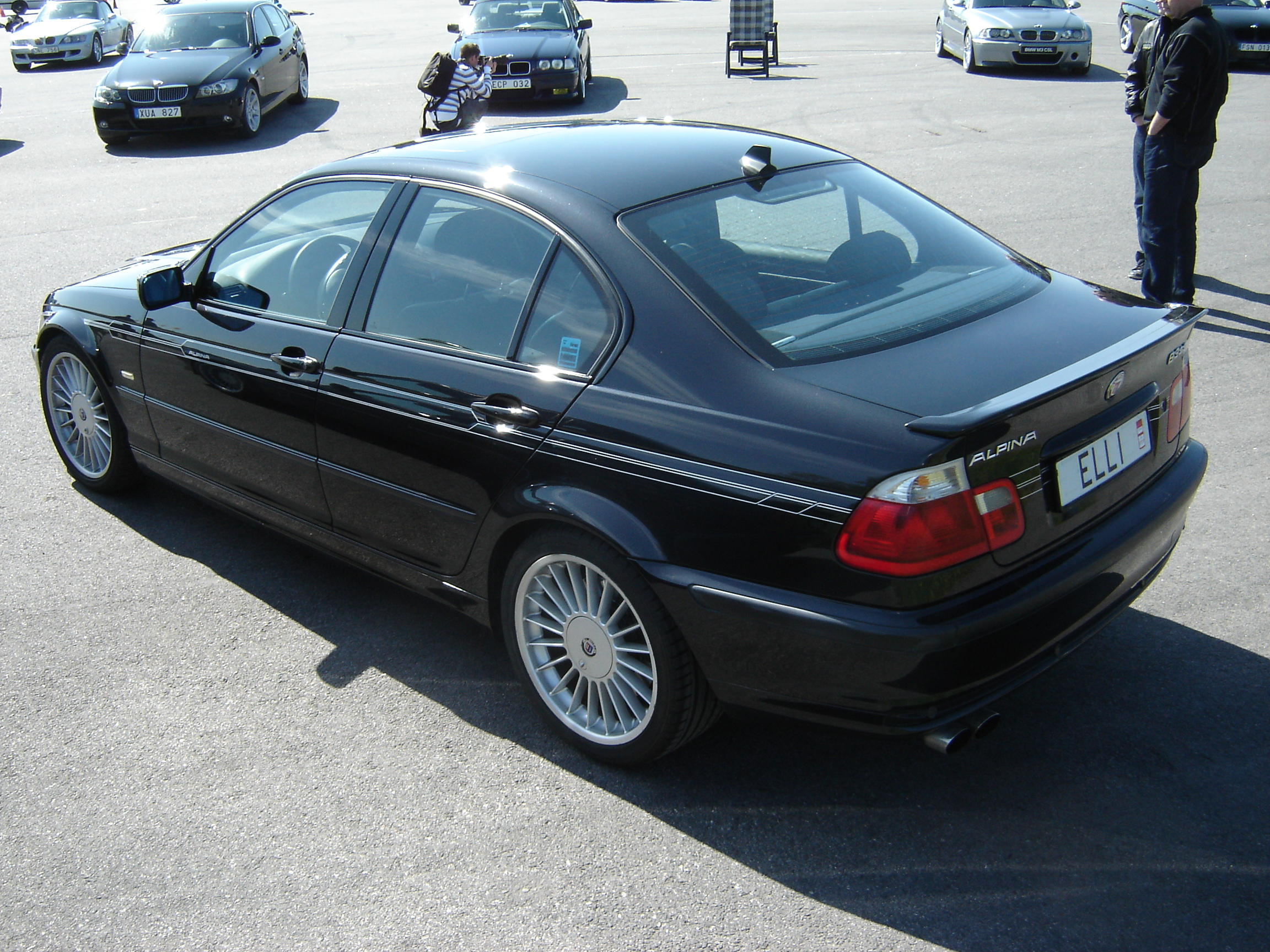
Вид сзади седана Alpina B3
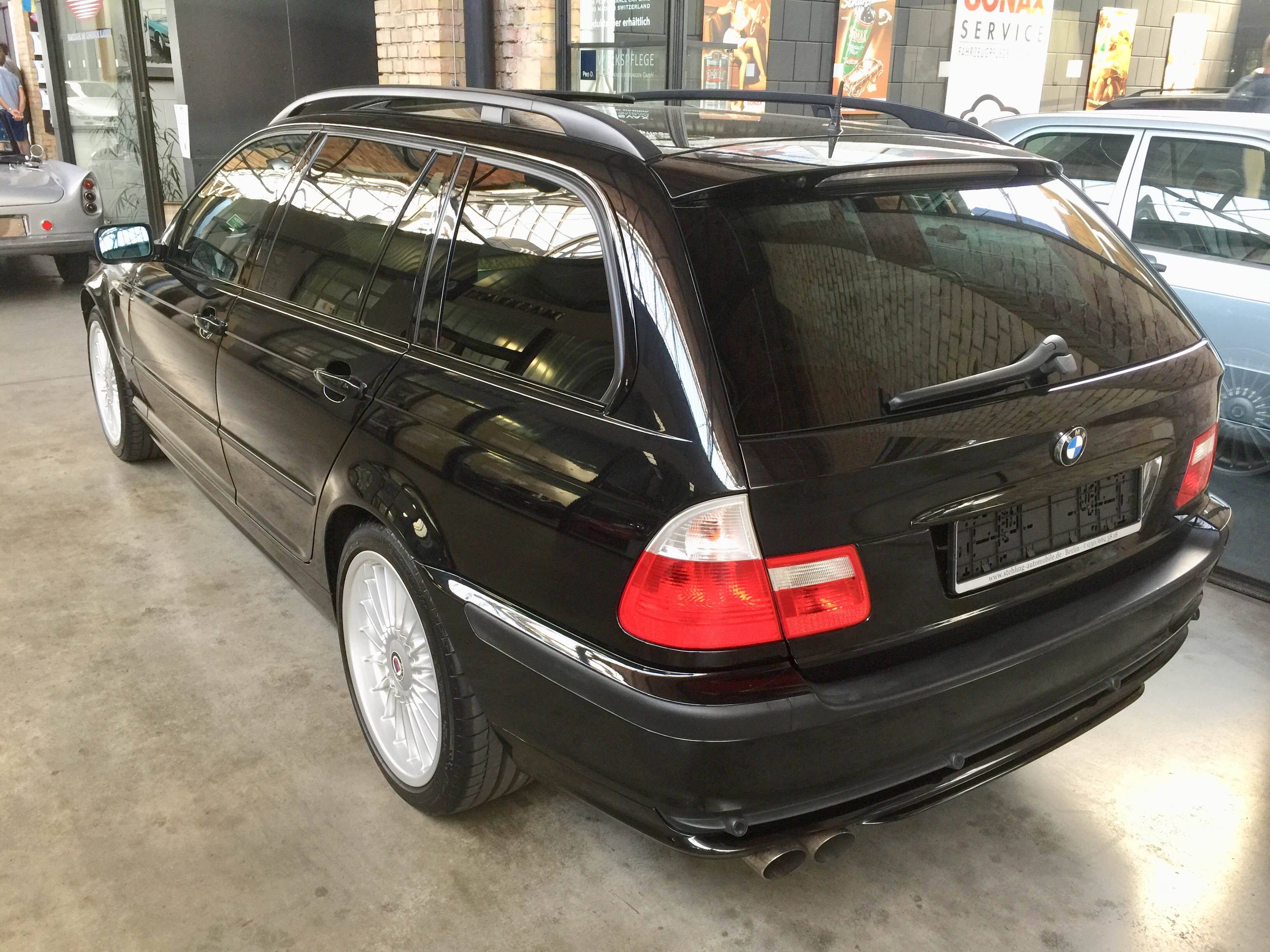
Вид сзади на Alpina B3 Touring (2002—2005)
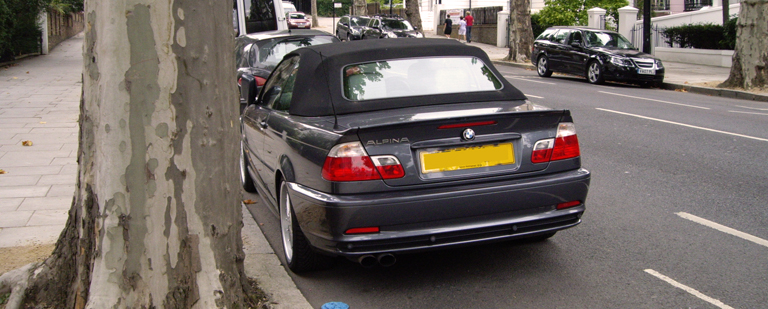
Вид сзади на Alpina B3 Cabrio

## Alpina B3 серии E9x

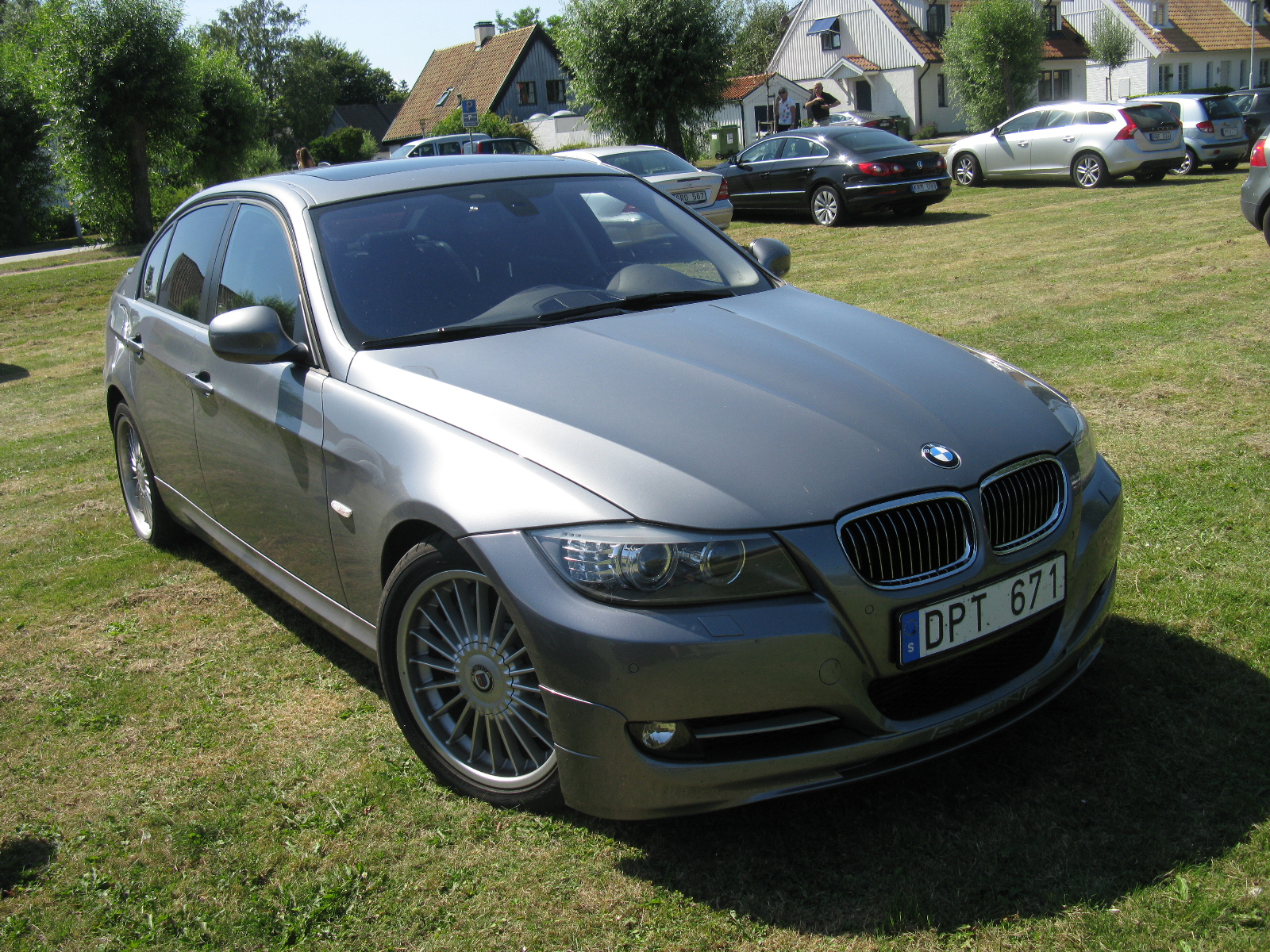
Alpina B3 Biturbo

Следующая Alpina B3 выпускалась с 2007 по 2012 год. Официальная премьера состоялась на Женевском автосалоне 2007 года. Купе было представлено на фестивале скорости в Гудвуде следующим летом, а кабриолет — на IAA 2007. Универсал стал доступен только после рестайлинга в октябре 2008 года. Он был построен на базе BMW 335i, и был оснащен шестицилиндровым двигателем объёмом 3,0 л и двойным турбонаддувом. Двигатель с максимальной мощностью 265 кВт (360 л. с.) и крутящим моментом 500 Нм разгонял B3 от 0 до 100 км/ч за 4,8 секунды. По данным завода, максимальная скорость составляла 285 км/ч. B3 Biturbo был доступен как в кузове седан (E90), универсал (E91), кабриолет (E93) и купе (E92), с 2008 года также опционально предлагались модели с полным приводом (кроме кабриолета). Alpina изменила экстерьер, установив передний и задний спойлеры, а также двойную двустороннюю выхлопную систему (всего четыре патрубка). В модельном году на Женевском автосалоне 2010 года, был представлен B3S Biturbo. Максимальная мощность увеличилась на 29 кВт (40 л. с.) до 294 кВт (400 л. с.), а крутящий момент увеличился до 540 Нм. B3S разгоняется от 0 до 100 км/ч за 4,7 секунды. По данным завода, максимальная скорость составляла 300 км/ч. Производство завершалось в зависимости от варианта кузова в разное время(самый ранний был E90 в 2011 г. а последний E92/E93 в 2013 г.).
К концу 2011 года Alpina представила B3 GT3 на автосалоне в Токио, специальную версию выпустили ограниченной серией в 99 штук. Автомобиль был доступен только в кузове купе и оснащался трехлитровым рядным шестицилиндровым бензиновым двигателем с двойным турбонаддувом. Максимальная мощность машины была увеличена до 300 кВт (408 л. с.) за счет новой выхлопной системы с титановыми глушителями . Максимальный крутящий момент увеличивается до 540 Нм, и передавался на 19-дюймовые легкосплавные диски на задних колесах через шестиступенчатую спортивную автоматическую коробку передач. Стандартный разгон 0—100 км/ч занимал минимум 4,5 секунды, а максимальная скорость составляла 300 км/ч по заявлению производителя. Средний расход топлива составлял менее 10 л/100 км.
Внешний вид был улучшен за счет обширного аэродинамического комплекта (состоящего из диффузора, заднего и переднего спойлера, а также сплиттеров и закрылков). Полностью регулируемый комплект Coilover стал ещё спортивнее, а на шасси стали использовать блокировку дифференциала. За 19-дюймовыми коваными легкосплавными дисками с шинами размерностью 245/35 (спереди) и 265/35 (сзади) находилась высокопроизводительная тормозная система с шестипоршневыми суппортами и тормозными дисками диаметром 380 мм на передней оси и тормозными дисками диаметром 355 мм и четырёхпоршневыми суппортами на задней оси.

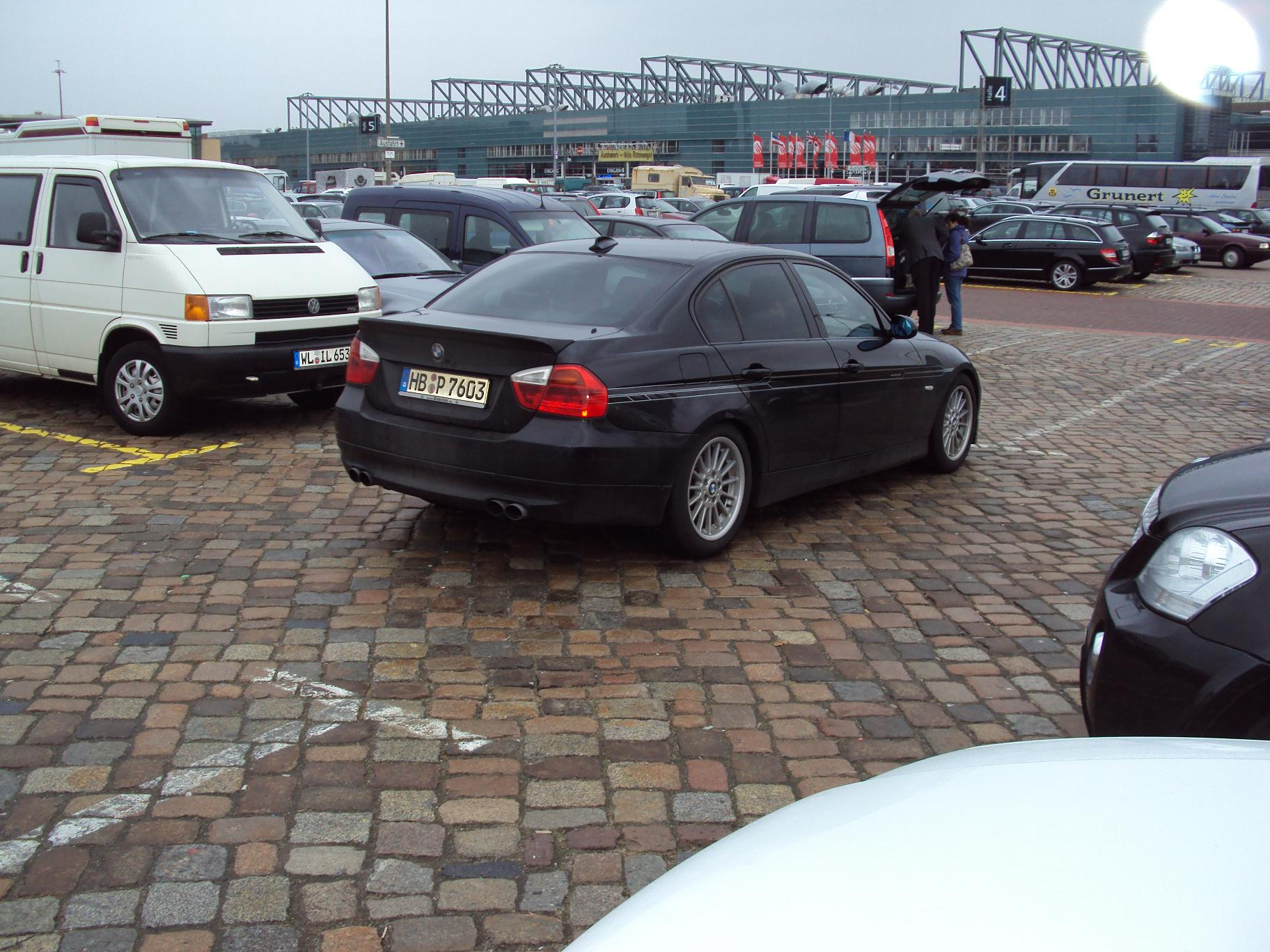
Вид сзади на Alpina B3 Biturbo Sedan
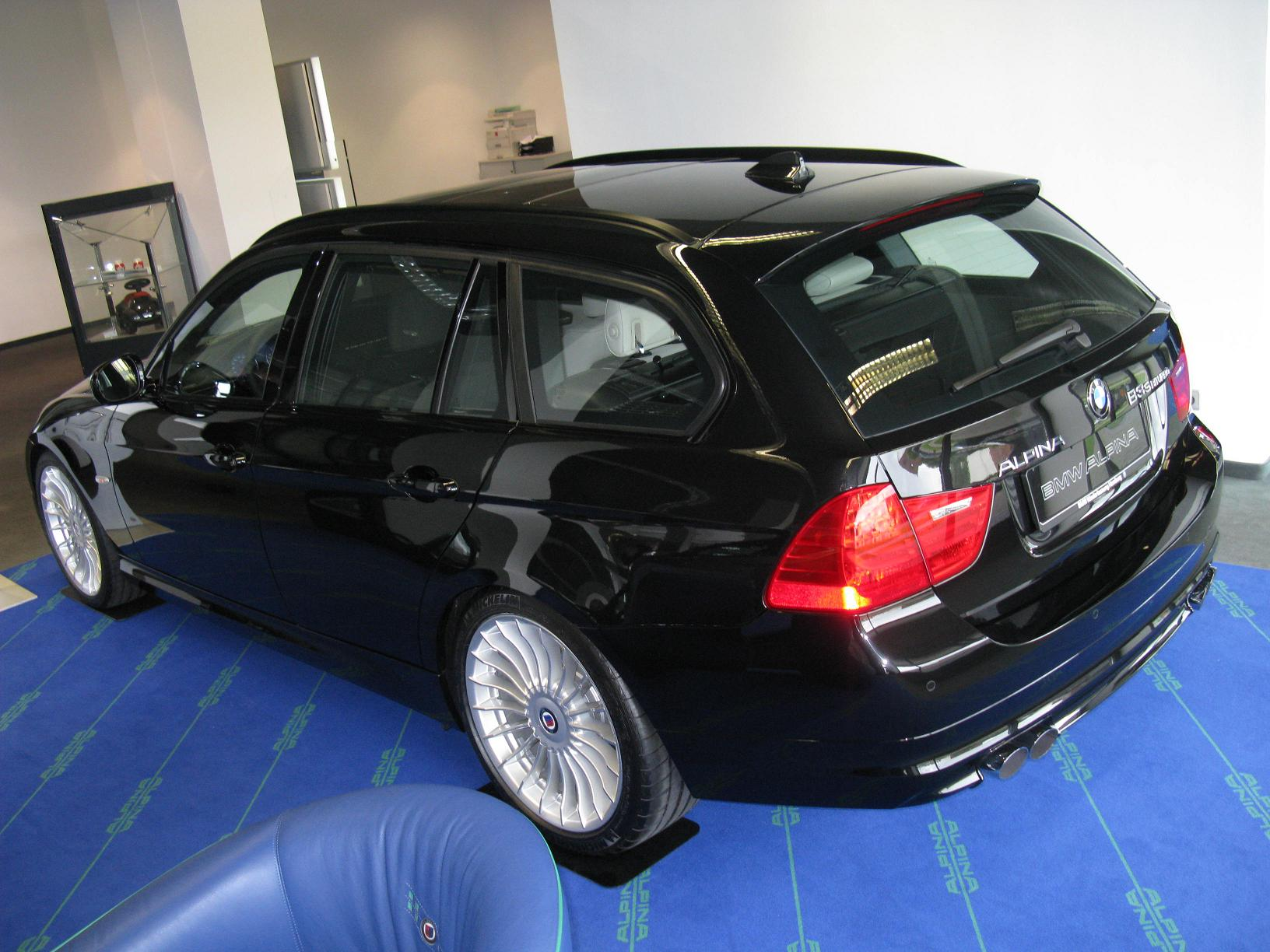
Вид сзади Alpina B3S Biturbo Touring (2010—2011)
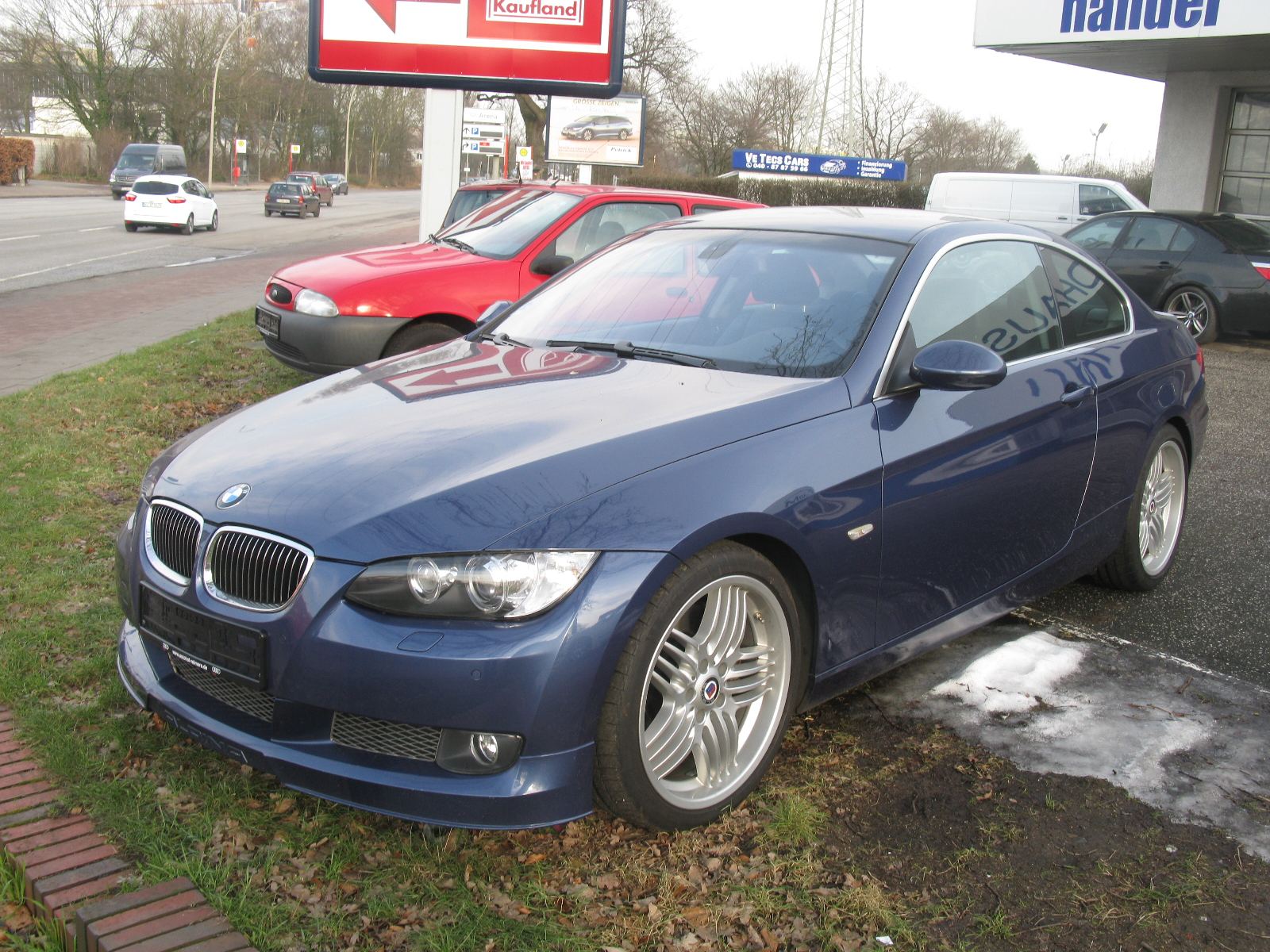
Вид спереди Alpina B3 Biturbo Coupé (2007—2010)
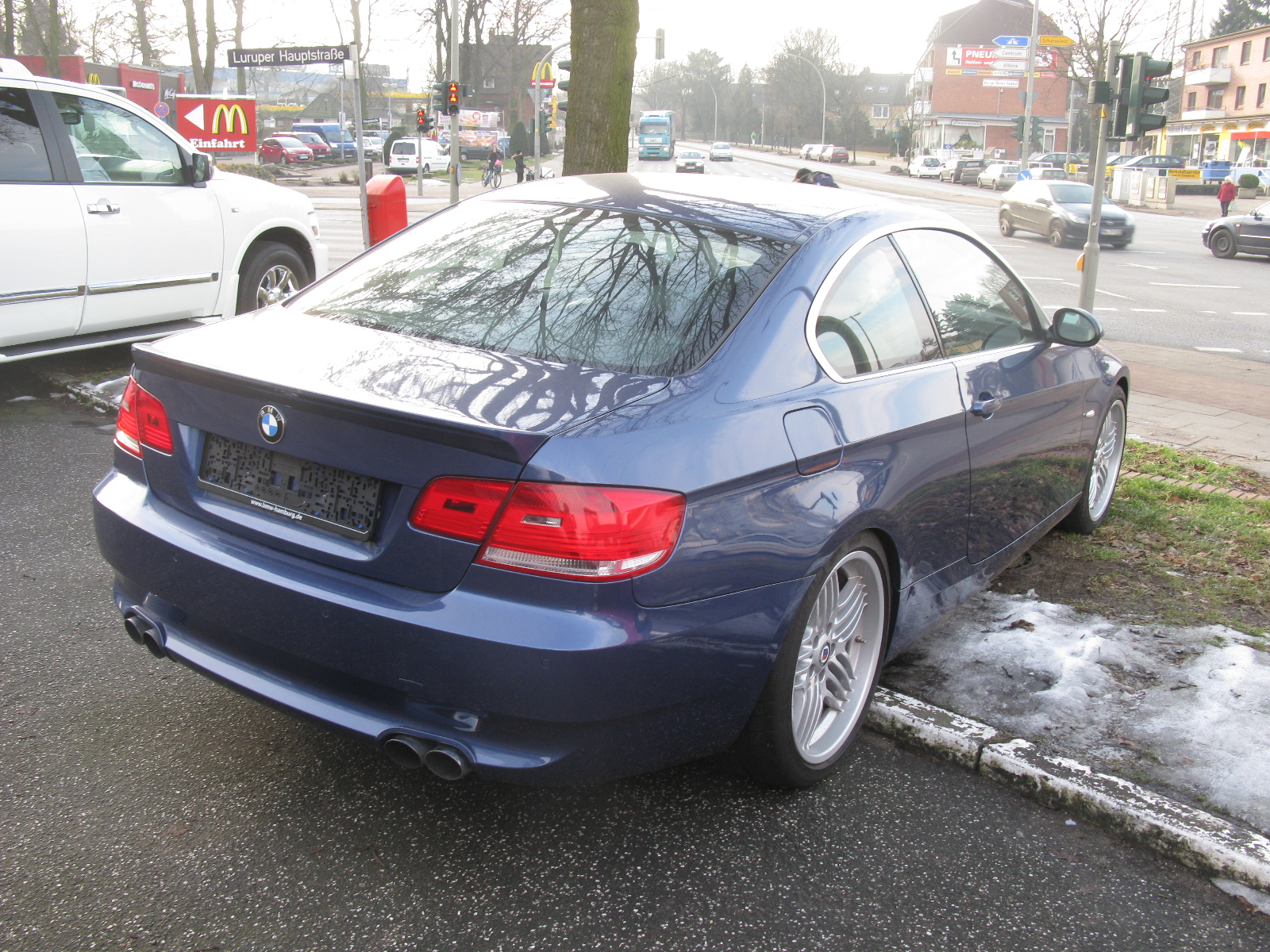
Вид сзади на Alpina B3 Biturbo Coupé (2007—2010)
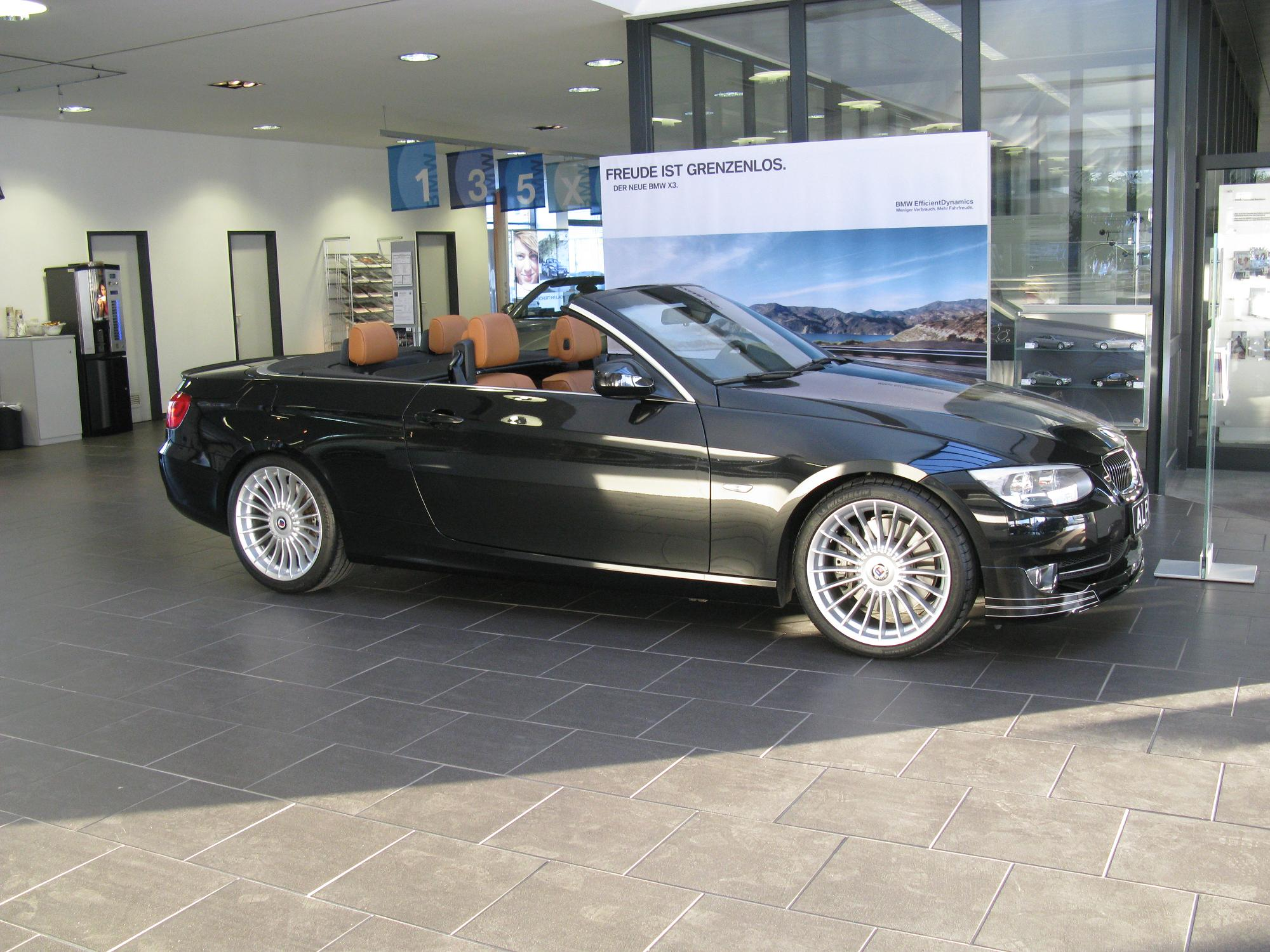
Вид с боку Alpina B3S Biturbo Cabrio
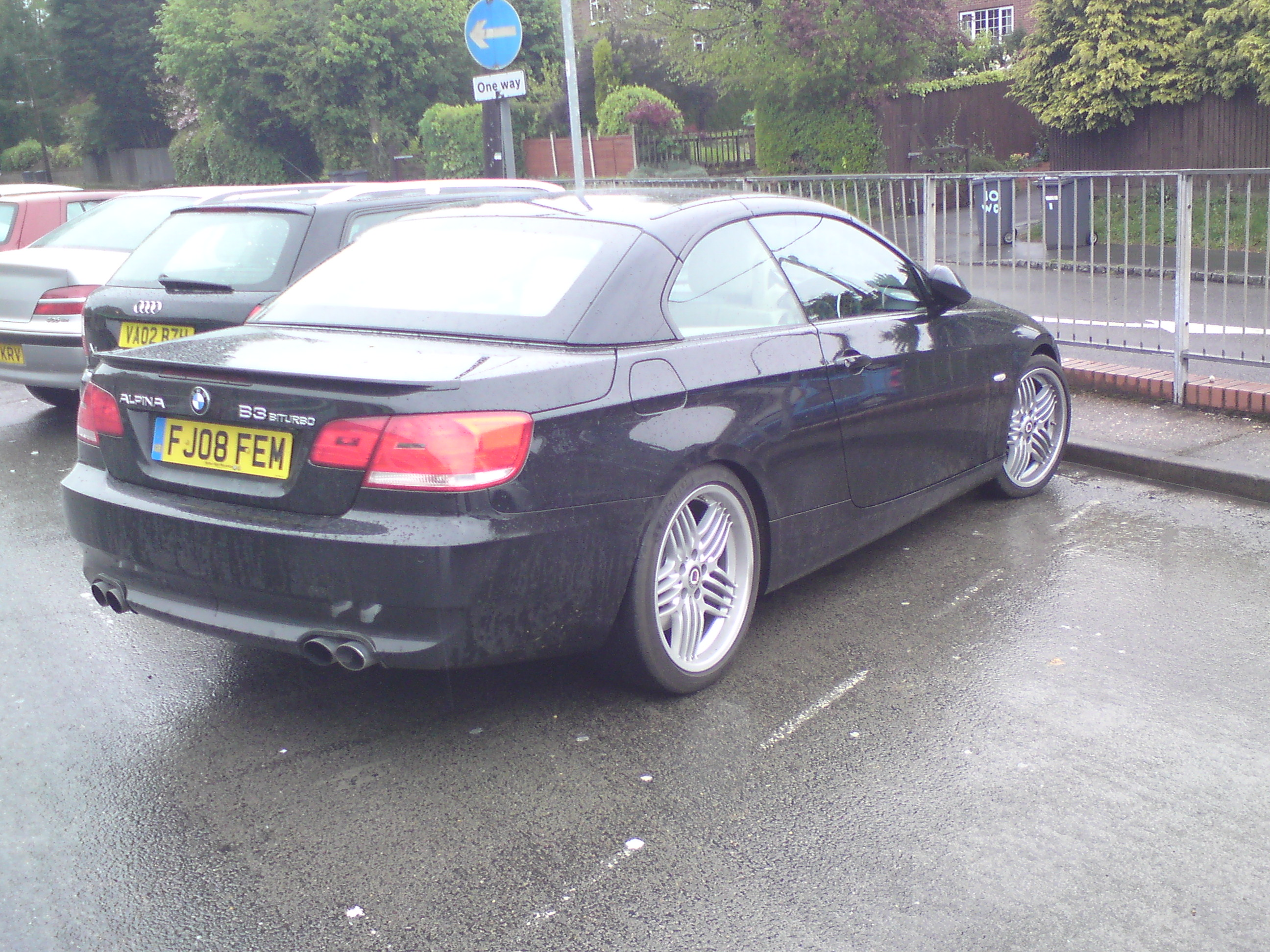
Вид сзади Alpina B3 Biturbo Cabrio
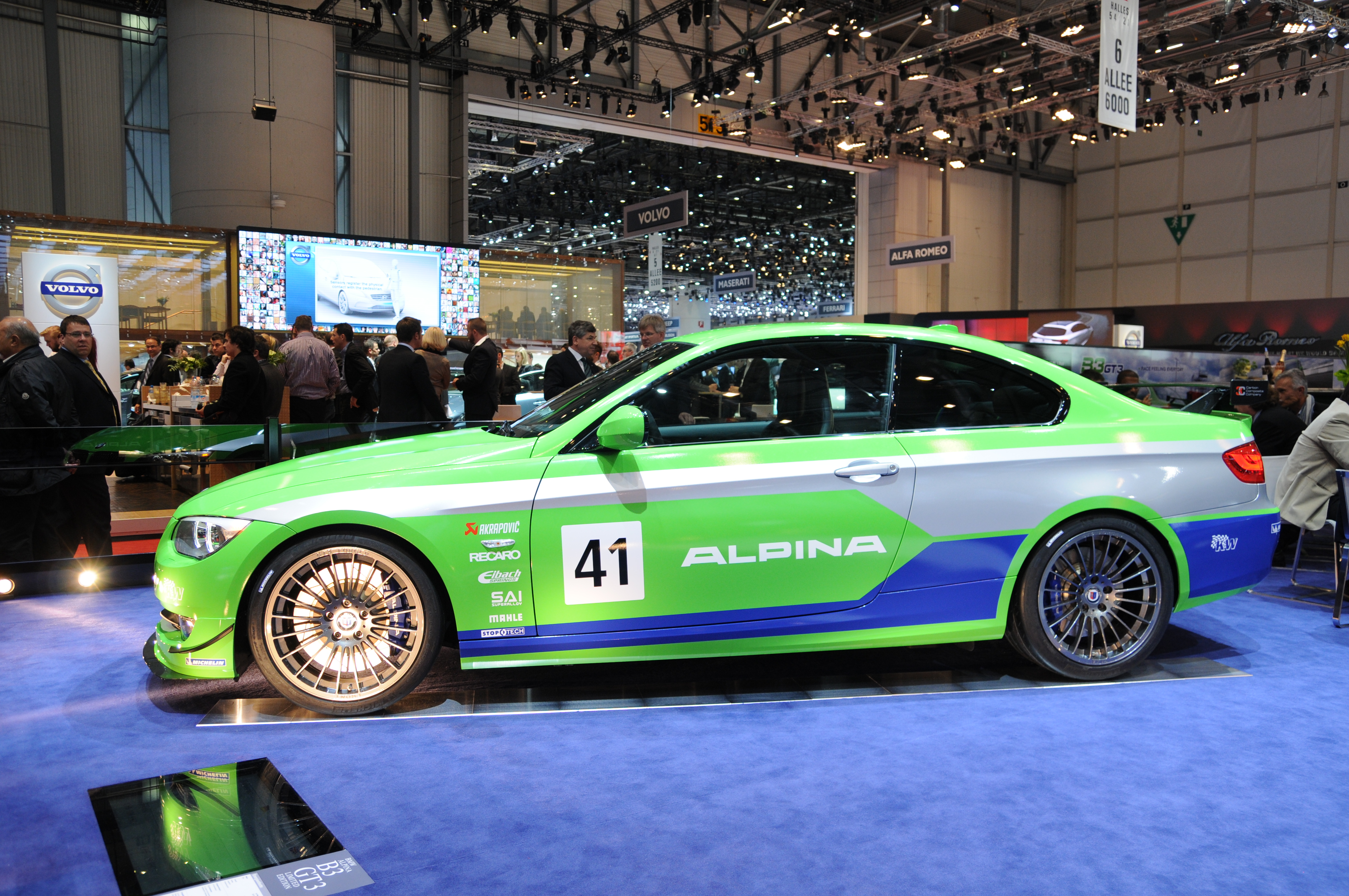
Alpina B3 GT3 на Женевском автосалоне 2012
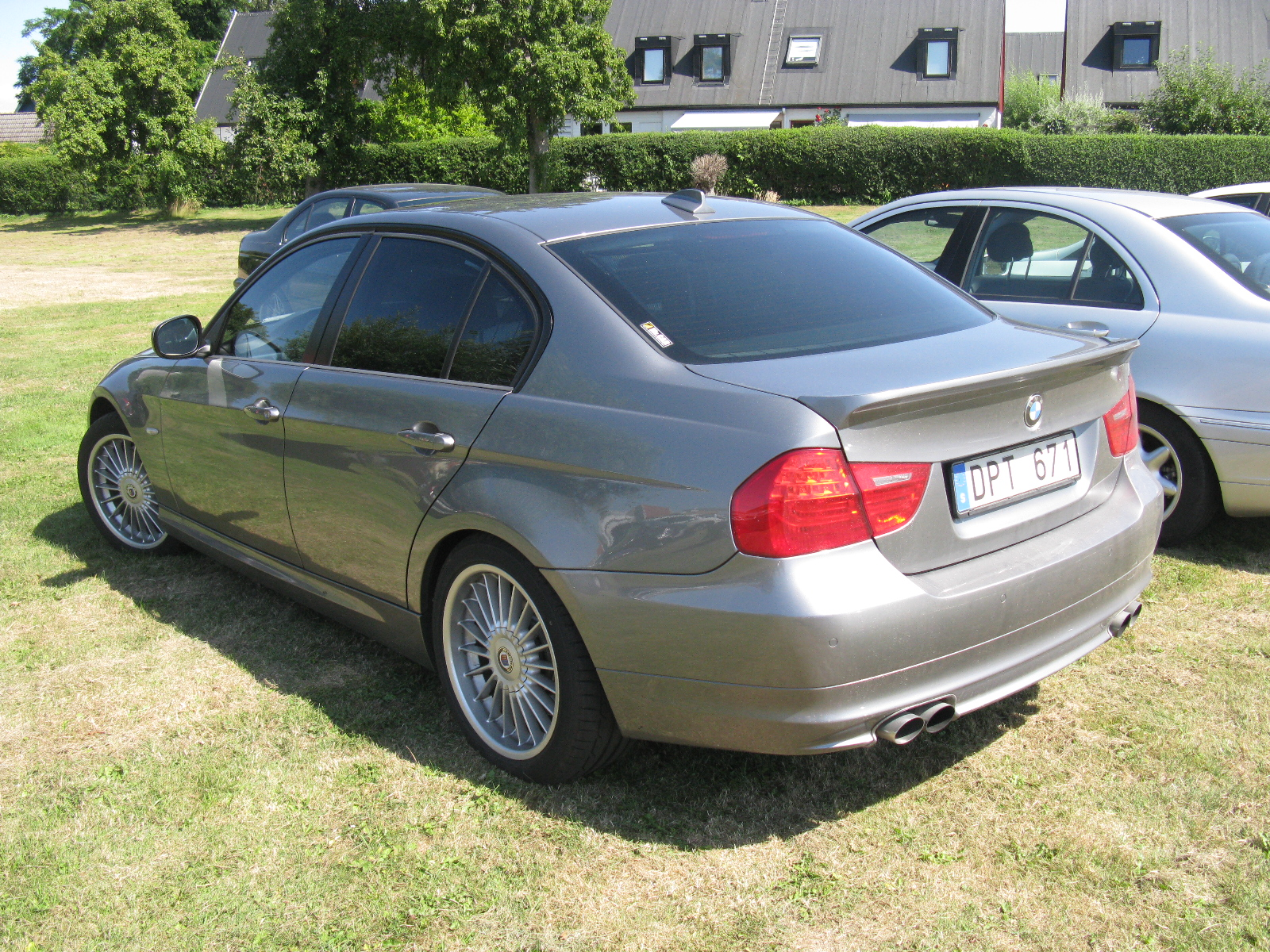
Вид сзади на Alpina B3 Biturbo Sedan (2008—2011)

| модель       | база | Объем в см³ | Тип двигателя | Количество клапанов | макс. мощность в кВт при об.мин. | макс. крутящий момент в Нм при об.мин. | Произведено единиц | Период производства |
| ------------ | ---- | ----------- | ------------- | ------------------- | -------------------------------- | -------------------------------------- | ------------------ | ------------------- |
| B3 Biturbo   | E90  | 2979        | R6            | 24                  | 265 / 5500—6000                  | 500 / 3800—5000                        | Н/Д                | 09/2007 — 03/2010   |
| B3 S Biturbo | E90  | 2979        | R6            | 24                  | 294/6000                         | 540/4500                               | Н/Д                | 04 / 2010-05 / 2013 |
| B3 GT3       | E92  | 2979        | R6            | 24                  | 300/6000                         | 540/4500                               | 99                 | 03 / 2012-12 / 2013 |

## Alpina B3 Biturbo Series F30

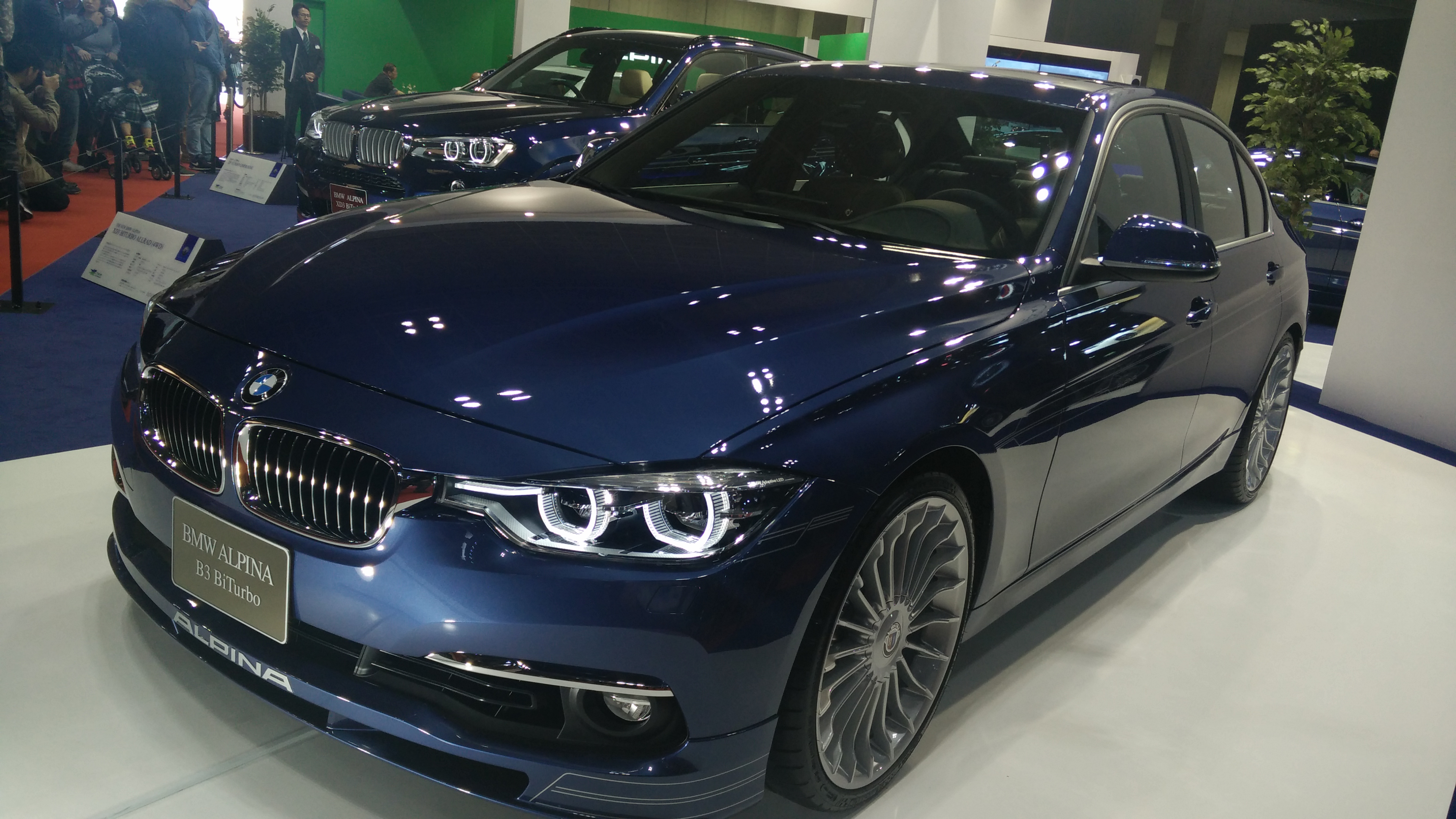
Alpina B3 BiTurbo Седан (2013—2017)

Официальная премьера седана F30 и универсала F31 на Женевском автосалоне 2013 года состоялась с моделью Alpina B3 Biturbo. Модель выпускалась с марта 2013 года по май 2019 года. До 2017 года она проектировалась на базе BMW 335i с кузовом F30/F31, имела рядный шестицилиндровый двигатель объёмом 3,0 л с двойным турбонаддувом. Двигатель с максимальной мощностью 301 кВт (410 л. с.) и максимальным крутящим моментом 600 Нм позволял разогнать B3 от 0 до 100 км/ч за 4,0 секунды. По данным завода, максимальная скорость составляла 305 км/ч. B3 Biturbo была доступна в кузове седан, и универсал, оба могли сочетаться с полным приводом (xDrive).
В 2015 году в результате рестайлинга F30/F31, Alpina изменила экстерьер B3 Biturbo с помощью переднего и заднего спойлеров и четырёхтрубной выхлопной системы,
В марте 2017 года Alpina сменила базу B3 и взяла за основу BMW 340i в кузове F30/F31. С этого момента, его максимальная мощность составляла 324 кВт (440 л. с.). Производство седана завершили осенью 2018 года, а универсала — летом 2019 года.

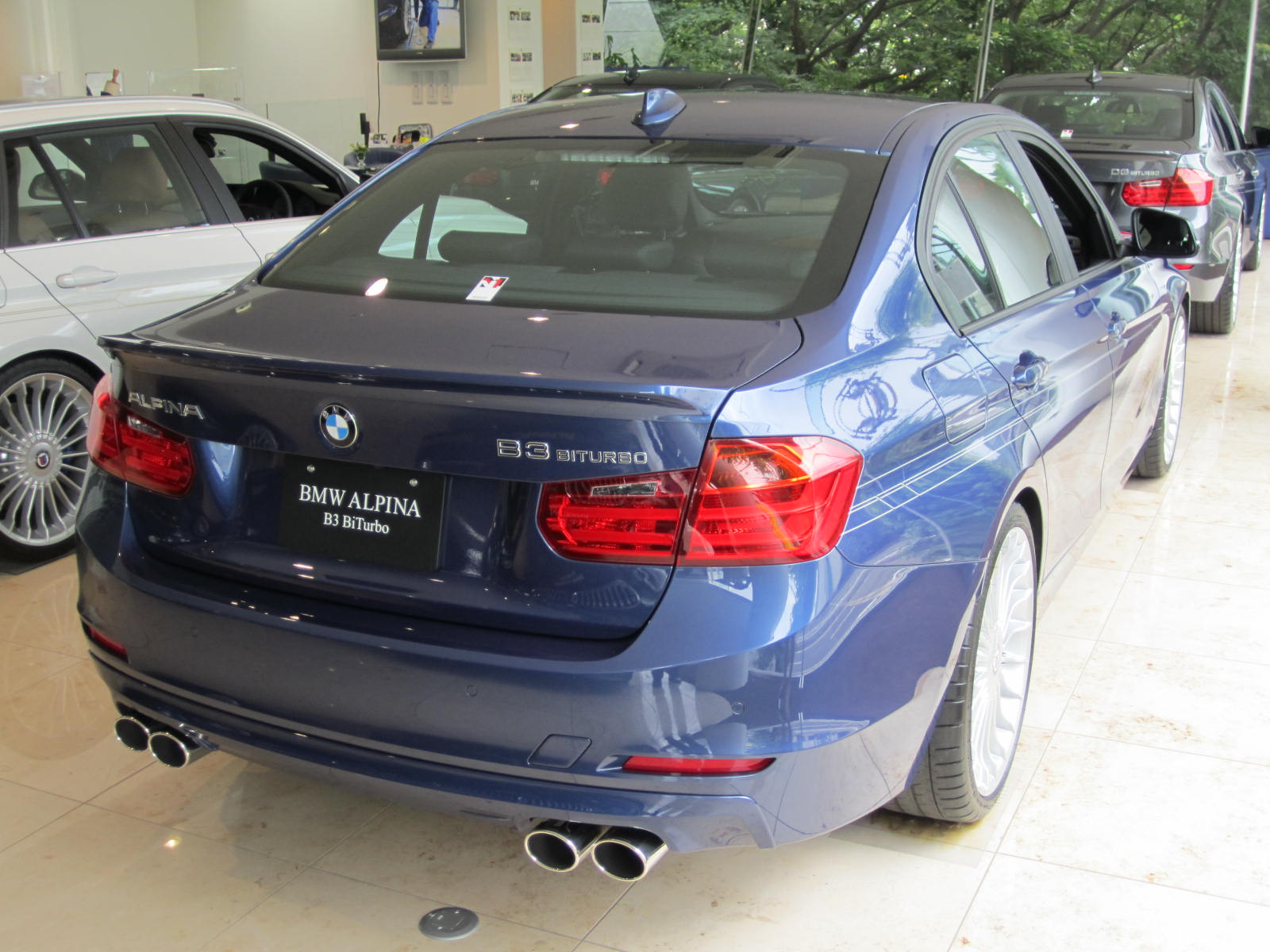
Вид сзади
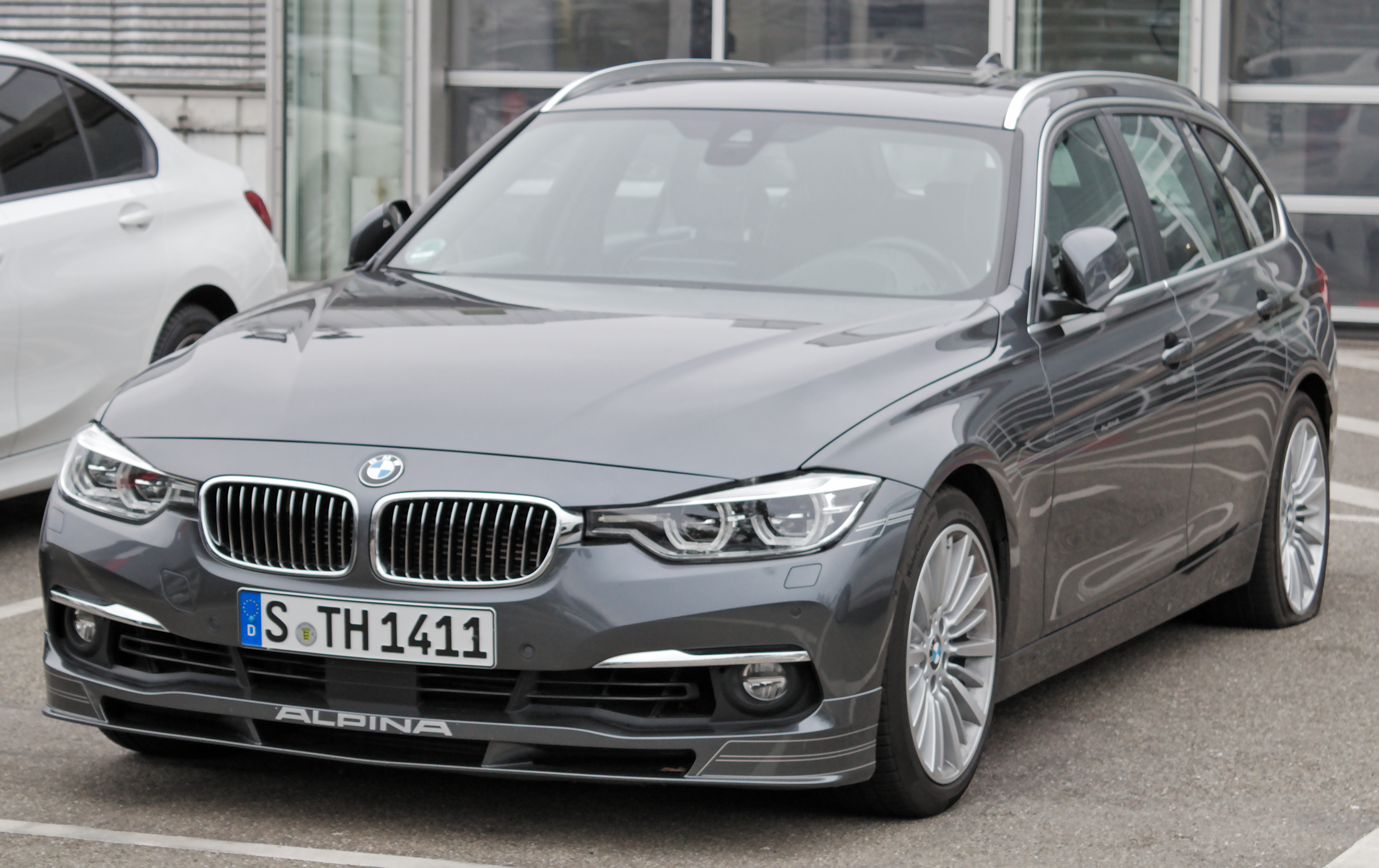
Alpina B3S BiTurbo Touring (2017—2019)
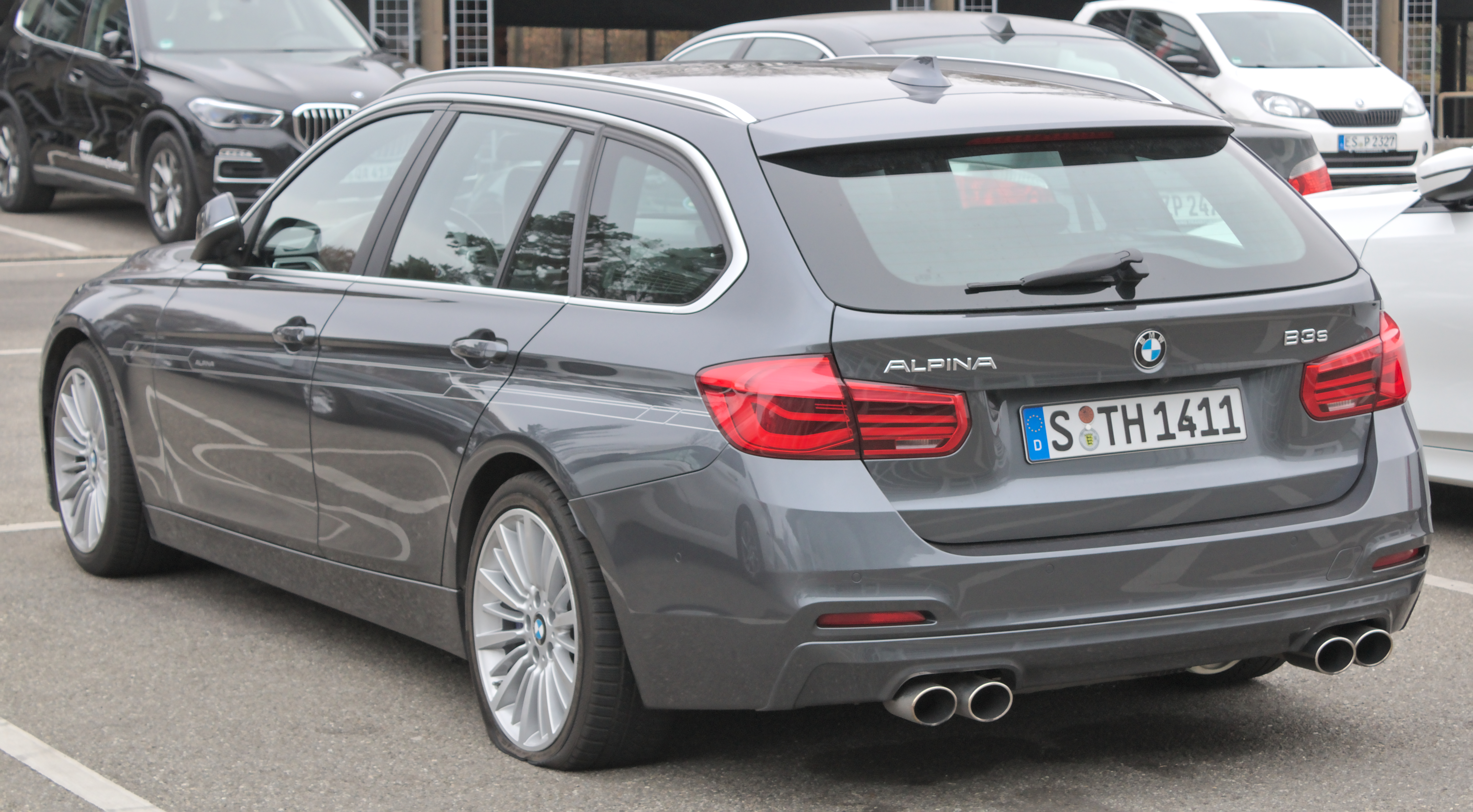
Вид сзади B3S BiTurbo Touring (2017—2019)
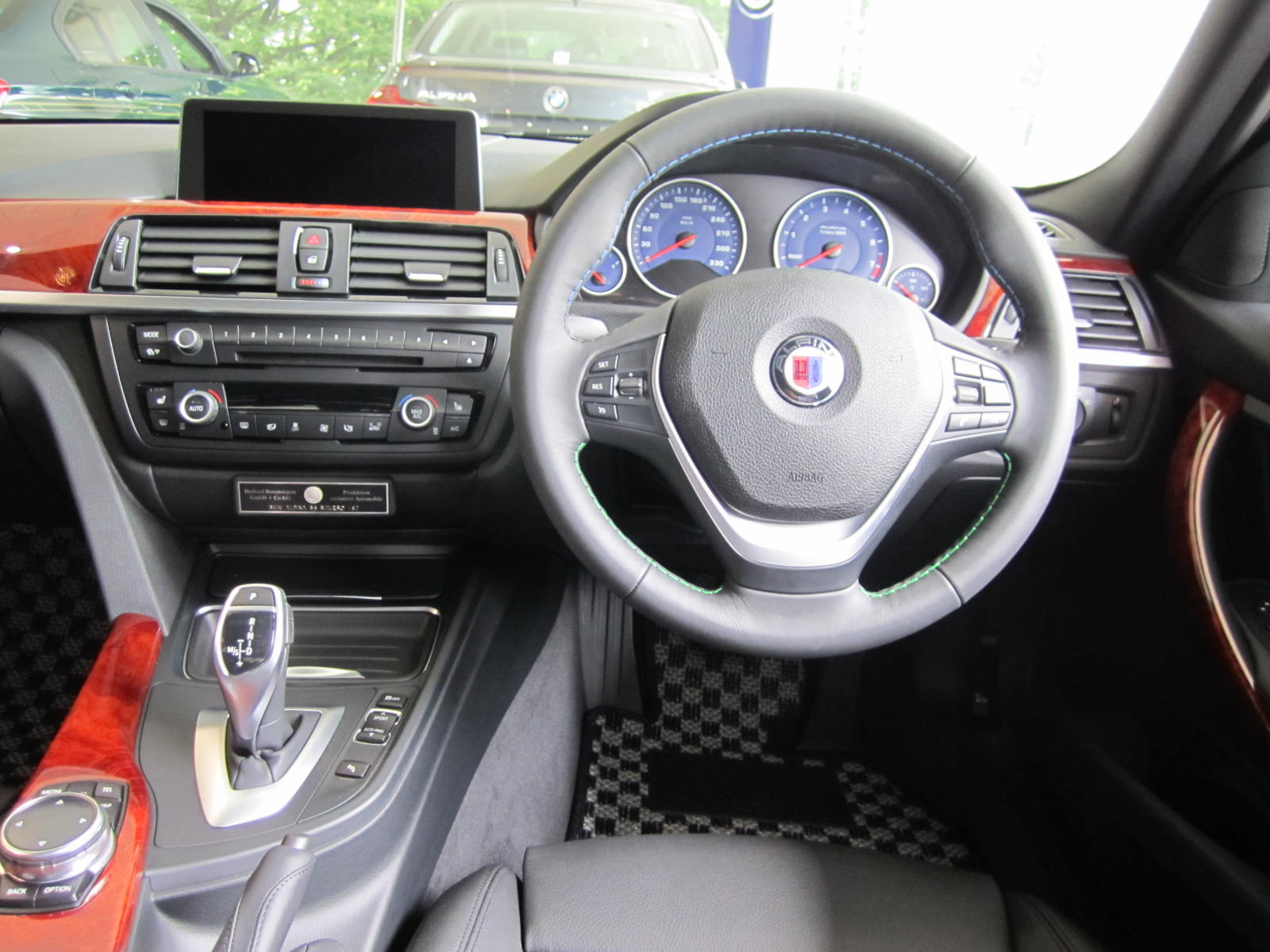
внутренне пространство

| Alpina B3 Biturbo                          | Седан [AWD]                              | Универсал [AWD]                          | S седан [AWD]                            | S Touring [AWD]                          |
| ------------------------------------------ | ---------------------------------------- | ---------------------------------------- | ---------------------------------------- | ---------------------------------------- |
| Период производства                        | 03/2013 — 03/2017                        | 03/2013 — 03/2017                        | 03/2017 — 10/2018                        | 03/2017 — 05/2019                        |
| Тип двигателя                              | R6                                       | R6                                       | R6                                       | R6                                       |
| Диаметр цилиндра × ход                     | 84,0×89,6 мм                             | 84,0×89,6 мм                             | 84,0×89,6 мм                             | 84,0×89,6 мм                             |
| Объем                                      | 2979 см³                                 | 2979 см³                                 | 2979 см³                                 | 2979 см³                                 |
| сжатие                                     | 10,2:1                                   | 10,2:1                                   | 10,2:1                                   | 10,2:1                                   |
| максимальная мощность                      | 301 кВт (410 л. с.) при 5500—6250 об/мин | 301 кВт (410 л. с.) при 5500—6250 об/мин | 324 кВт (440 л. с.) при 5500—6250 об/мин | 324 кВт (440 л. с.) при 5500—6250 об/мин |
| Макс. Крутящий момент                      | 600 Нм при 3000—4000 об/мин              | 600 Нм при 3000—4000 об/мин              | 660 Нм при 3000—4500 об/мин              | 660 Нм при 3000—4500 об/мин              |
| Тип привода в стандартной комплектации     | Задний привод                            | Задний привод                            | Задний привод                            | Задний привод                            |
| Тип привода, опционально                   | [ Полный привод ]                        | [ Полный привод ]                        | [ Полный привод ]                        | [ Полный привод ]                        |
| Коробка передач в стандартной комплектации | 8-ступенчатая АКПП «Switch-Tronic».      | 8-ступенчатая АКПП «Switch-Tronic».      | 8-ступенчатая АКПП «Switch-Tronic».      | 8-ступенчатая АКПП «Switch-Tronic».      |
| Максимальная скорость в км/ч               | 303 [298]                                | 300 [295]                                | 306 [301]                                | 303 [298]                                |
| Время разгона 0—100 км/ч в с               | 4.3 [4.1]                                | 4,4 [4,2]                                | 4,3 [4,0]                                | 4.3 [4.1]                                |
| Масса в кг                                 | 1705 [1780]                              | 1780 [1845]                              | 1705 [1780]                              | 1780 [1845]                              |
| Общий расход топлива в л/100 км            | 7,6 [7,9]                                | 7,7 [8,0]                                | 7,9 [8,3]                                | 8.1 [8.4]                                |

## Alpina B3 Series G20
Alpina B3 на базе универсала BMW G21 была представлена на 68-м Международном автосалоне (IAA) в сентябре 2019 года во Франкфурте-на-Майне. На автомобиль установлен трехлитровый рядный шестицилиндровый бензиновый двигатель с мощностью 340 кВт (462 л. с.) при 5000—7000 об./мин. Максимальный крутящий момент мотора составляет 700 Нм при 3000 об./мин..
На автосалоне в Токио в октябре 2019 года Alpina представила B3 на базе седана BMW в кузове G20.

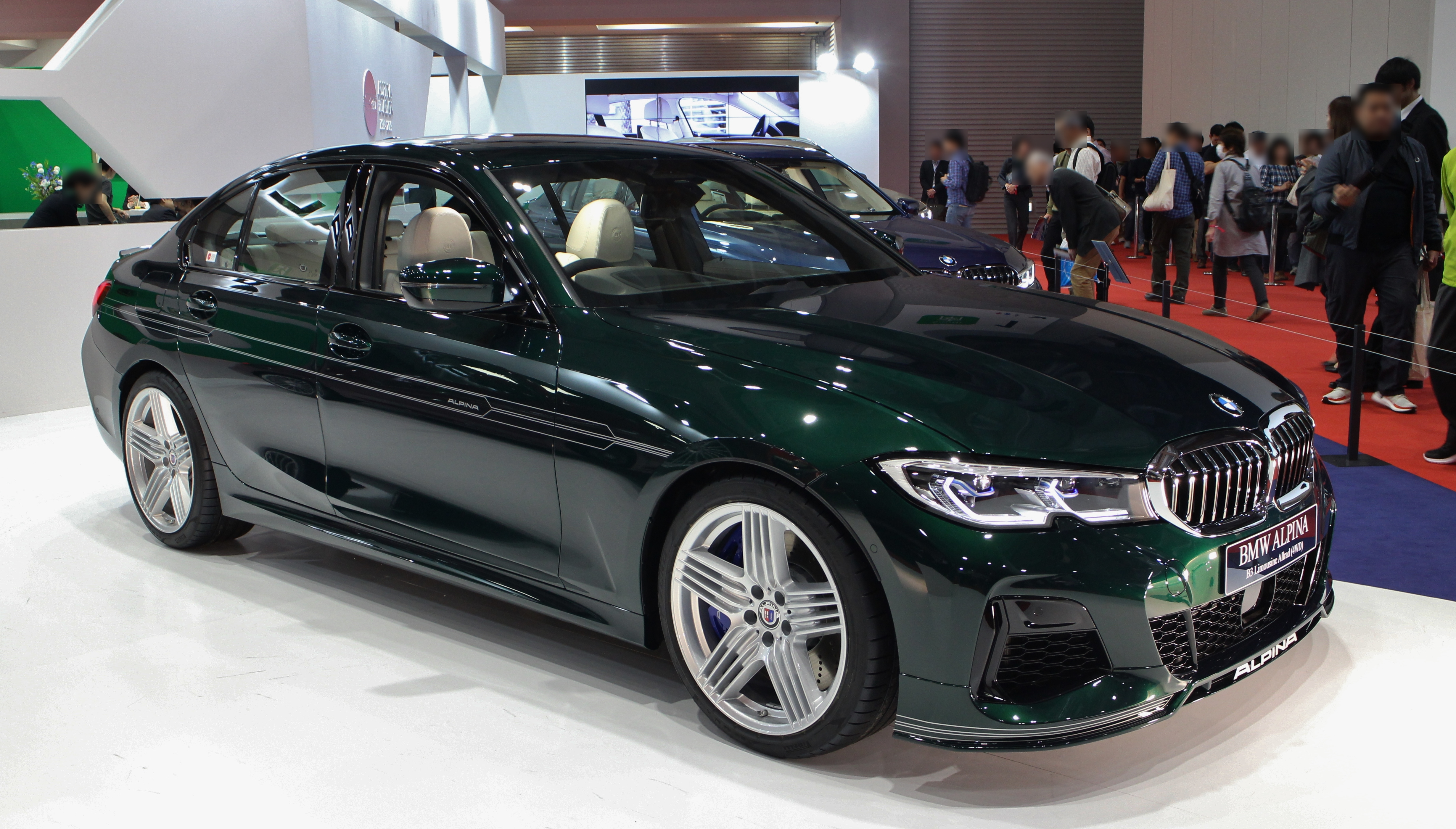
Седан Alpina B3 Allrad на Токийском автосалоне 2019
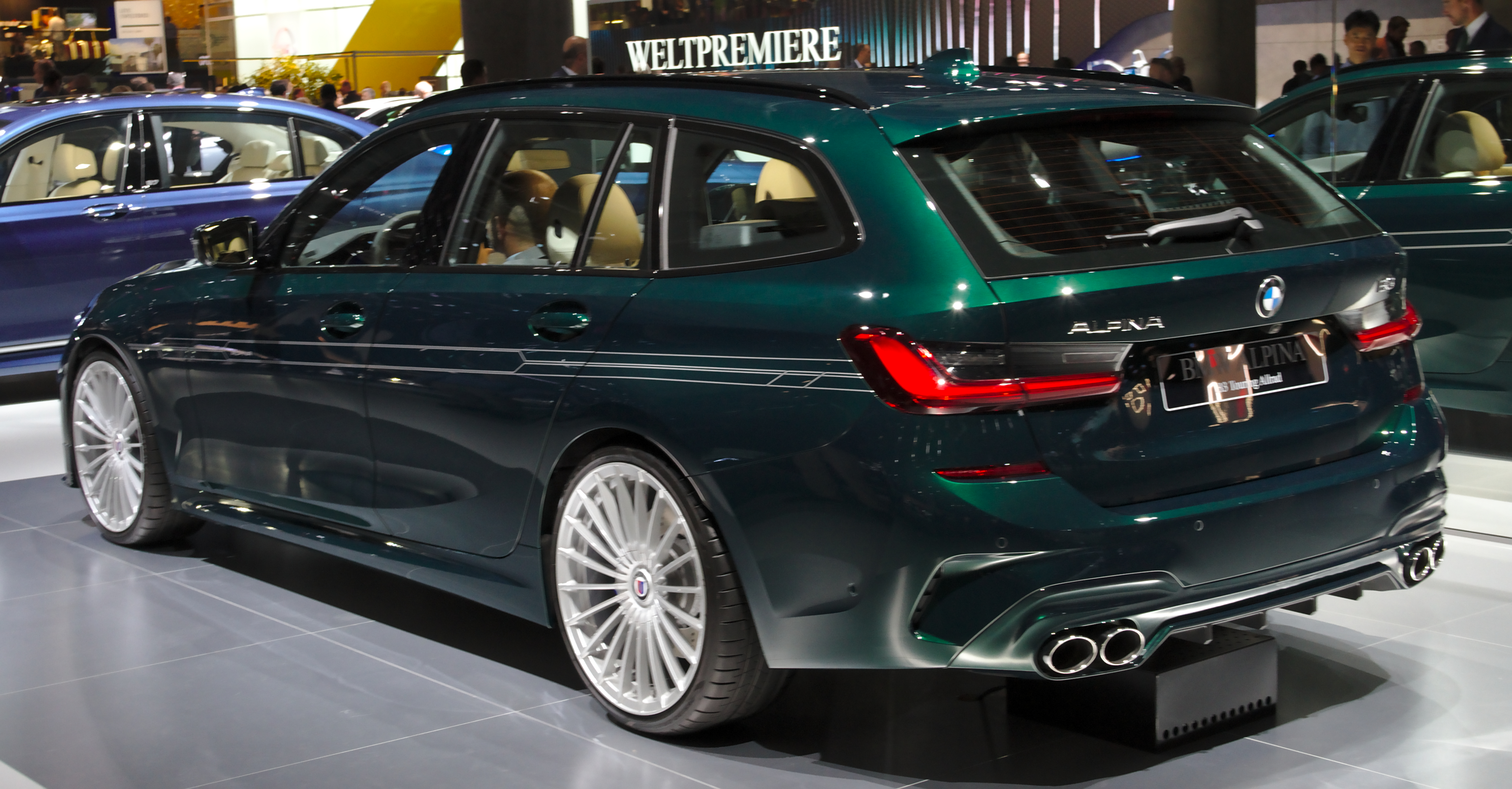
Вид сзади на полноприводную Alpina B3 Touring

|                                             | B3 седан полноприводный            | B3 универсал полный привод         |
| ------------------------------------------- | ---------------------------------- | ---------------------------------- |
| Производство                                | с 01/2020                          | с 01/2020                          |
| Тип двигателя                               | Бензиновый двигатель R6            | Бензиновый двигатель R6            |
| Приготовление смеси                         | Прямой впрыск топлива              | Прямой впрыск топлива              |
| Количество клапанов                         | 24                                 | 24                                 |
| Объем                                       | 2993 см³                           | 2993 см³                           |
| Степень сжатия                              | 9,3:1                              | 9,3:1                              |
| Макс. мощность при об. мин                  | 340 кВт (462 л. с.) / 5000—7000    | 340 кВт (462 л. с.) / 5000—7000    |
| Макс. крутящий момент при об.мин            | 700 Нм / 3000—4250                 | 700 Нм / 3000—4250                 |
| Тип привода                                 | полный привод                      | полный привод                      |
| Тип КПП                                     | 8-ступенчатая АКПП «Switch-Tronic» | 8-ступенчатая АКПП «Switch-Tronic» |
| Производитель КПП                           | ZF                                 | ZF                                 |
| Вес                                         | 1785 кг                            | 1865 кг                            |
| Разгон, 0—100 км/ч                          | 3,8 с                              | 3,9 с                              |
| Максимальная скорость                       | 303 км/ч                           | 300 км/ч                           |
| Расход топлива на 100 км в смешанном цикле  | 9,8 л                              | 9,8 л                              |
| Выбросы CO2, комбинированные                | 224 г/км                           | 224 г/км                           |
| Объем топливного бака                       | 59 л                               | 59 л                               |
| Стандарт выбросов согласно классификации ЕС | Евро 6d-ISC-FCM                    | Евро 6d-ISC-FCM                    |